# Asinan

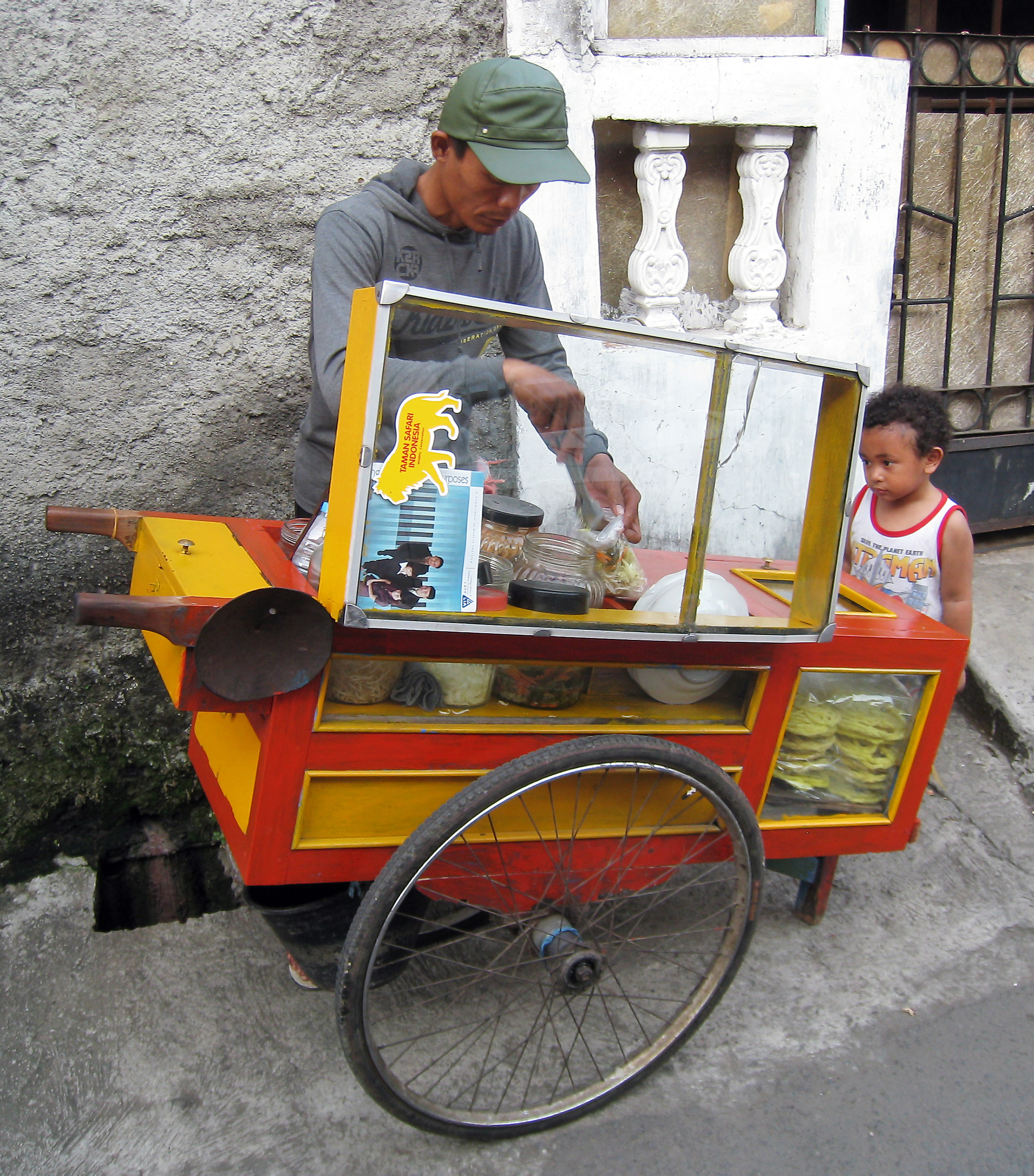
Vendeur d'asinan dans une rue de Jakarta, en Indonésie.

L'asinan est un plat de pickles (dans une saumure ou du vinaigre) de légumes ou de fruits, présent en Indonésie. Asin, le mot indonésien pour « salé , est une méthode de conservation des aliments dans de l'eau salée. L'asinan est proche du rujak, où les ingrédients sont frais, tandis qu'ils sont saumurés dans l'asinan indonésien.
Les recettes les plus populaires sont l'asinan Betawi et l'asinan Bogor. L'asinan peut se trouver dans les restaurants, les warung et également chez les colporteurs et les vendeurs ambulants.

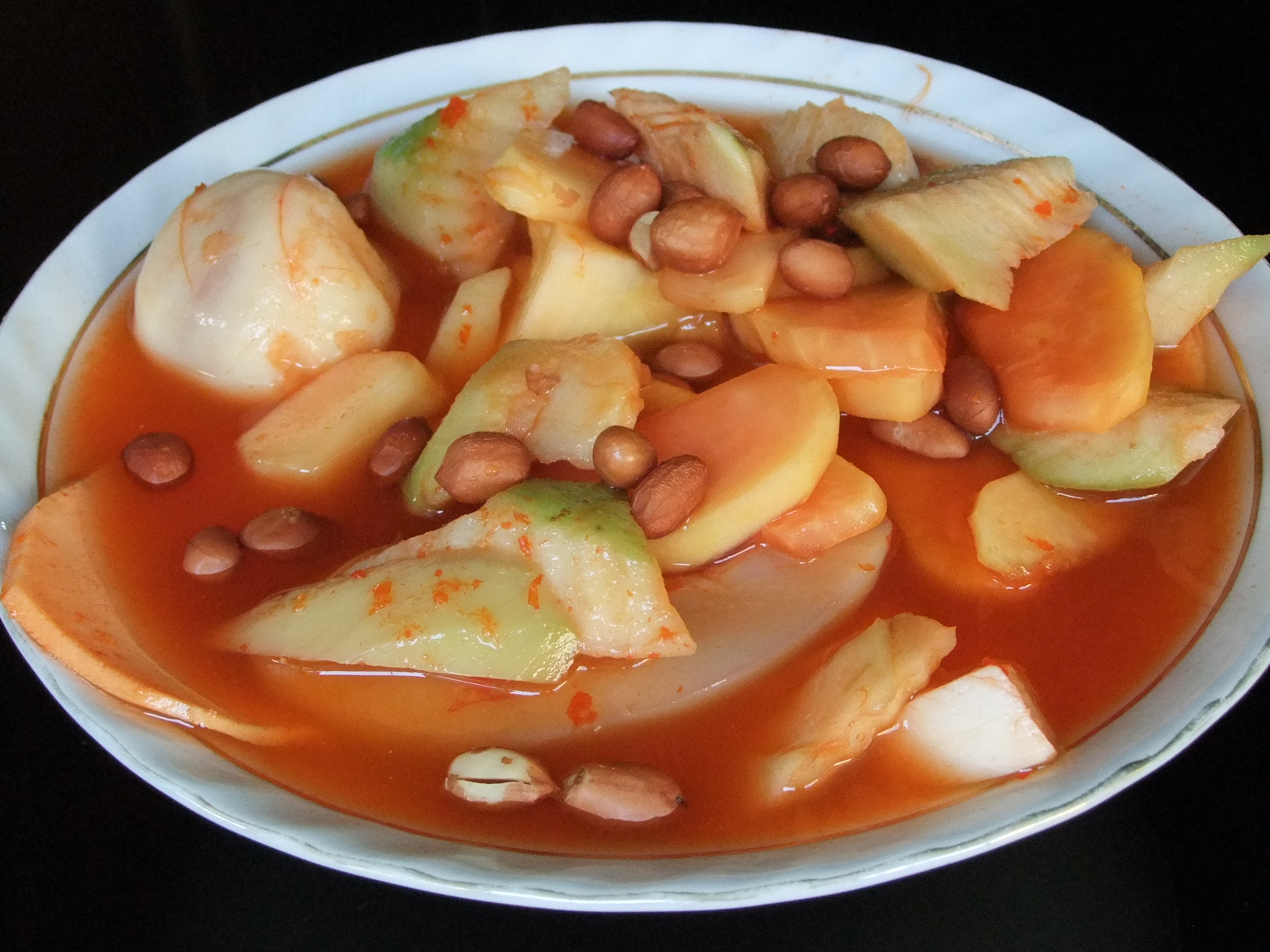
Asinan Bogor.

- Asinan Betawi : ce plat de légumes des Betawis de Jakarta est à base de chou chinois, de chou, de pousses de soja, de tofu, et de laitue, servis dans une sauce arachide épicée et vinaigrée, et recouverts de cacahuètes et de krupuk (essentiellement des krupuk mie).
- Asinan Bogor : ces pickles de fruits de la ville de Bogor, à Java occidental sont à base de fruits confits, tels que la mangue, le jamalac, la papaye, la prune de Cythère, le jicama, la noix de muscade et l'ananas, servis dans une sauce sucrée, épicée et amère à base de vinaigre et de piment, et recouverts d'arachides.

## Nom
Asinan signifie salé et désigne dans le contexte de la cuisine des légumes ou des fruits. À Surabaya, ce type de plat est appelé sayur asin (« légume salé »).

## Ingrédients
Les ingrédients de l'asinan sayur sont identiques à ceux du kimchi. On y retrouve essentiellement du chou, du concombre, du sel, des pousse de soja, du piment et du terasi.

## Recettes
Il existe deux recettes principales: l'asinan sayur et l'asinan buah (légumes salés et fruits salés). L'asinan sayur est aussi appelé asinan Jakarta ou asinan Betawi. Ce qui ne signifie pas que ce plat soit originaire de Jakarta, car influencé par la cuisine indienne, chinoise, arabe, portugaise ou hollandaise.